# كينيث هولاند
كينيث هولاند (29 مارس 1911 - 21 يوليو 1986)  (بالإنجليزية: Kenneth Holland)‏ هو لاعب كريكت بريطاني (وحمل سابقاً جنسية المملكة المتحدة لبريطانيا العظمى وأيرلندا).